# Ranunculus kamtschaticus
Ranunculus kamtschaticus là một loài thực vật có hoa trong họ Mao lương. Loài này được DC. miêu tả khoa học đầu tiên năm 1818.